# Serra Leoa nos Jogos Olímpicos de Verão de 2008
Serra Leoa enviou uma equipe aos Jogos Olímpicos de Verão de 2008 em Pequim, na China. O país estreou nos Jogos em 1968 e em Pequim fez sua 9ª apresentação.

## Desempenho

### Atletismo
Masculino
| Atleta        | Evento     | Preliminares | Preliminares | Quartas     | Quartas     | Semifinal   | Semifinal   | Final       | Final       |
| Atleta        | Evento     | Marca        | Posição      | Marca       | Posição     | Marca       | Posição     | Marca       | Posição     |
| ------------- | ---------- | ------------ | ------------ | ----------- | ----------- | ----------- | ----------- | ----------- | ----------- |
| Solomon Bayoh | 200 metros | 22s16        | 59º          | Não avançou | Não avançou | Não avançou | Não avançou | Não avançou | Não avançou |

Feminino
| Atleta          | Evento     | Preliminares | Preliminares | Quartas     | Quartas     | Semifinal   | Semifinal   | Final       | Final       |
| Atleta          | Evento     | Marca        | Posição      | Marca       | Posição     | Marca       | Posição     | Marca       | Posição     |
| --------------- | ---------- | ------------ | ------------ | ----------- | ----------- | ----------- | ----------- | ----------- | ----------- |
| Michaela Kargbo | 100 metros | 12s54        | 63º          | Não avançou | Não avançou | Não avançou | Não avançou | Não avançou | Não avançou |

### Boxe
| Atletas      | Evento             | Fase de 32             | Oitavas                | Quartas                | Semifinais             | Final                  |
| Atletas      | Evento             | Adversário e resultado | Adversário e resultado | Adversário e resultado | Adversário e resultado | Adversário e resultado |
| ------------ | ------------------ | ---------------------- | ---------------------- | ---------------------- | ---------------------- | ---------------------- |
| Saidu Kargbo | Peso mosca-ligeiro | POL L. Maszczyk D RSC  | Não avançou            | Não avançou            | Não avançou            | Não avançou            |

Legenda: RSC - Luta interrompida pelo árbitro (Referee Stop Contest)